# Acanthemblemaria exilispinus
Acanthemblemaria exilispinus е вид лъчеперка от семейство Chaenopsidae.

## Разпространение
Видът е разпространен в Гватемала, Еквадор, Колумбия, Коста Рика, Никарагуа, Панама, Салвадор и Хондурас.